# Коксівність вугілля
Коксівність вугілля (рос. коксуемость угля, англ. cokeability of coal, нім. Kokungsfähigkeit f der Kohle f, Verkokungsfähigkeit f) — здатність подрібненого вугілля до спікання, у відповідному температурному режимі без доступу повітря, з утворенням спеченого твердого продукту — коксу. К.в. визначається прямими методами (напівзаводське коксування) або непрямими методами, а саме: дилатометричним дослідженням здатності пластичної маси вугілля спучуватися; методом Ґрей-Кінга (порівнянням нелеткого залишку, отриманого в стандартних умовах, з еталонною шкалою типів коксу).